# جبال الألب ليبونتيني
جبال الألب ليبونتيني هي سلسلة جبلية في الجزء الشمالي الغربي من جبال الألب.